# Bacsák Zsigmond
Benefai Bacsák Zsigmond, Žigmund Bačák (1749 – Nagyszombat, 1784. április 28.) katolikus pap, kanonok.

## Élete
Esztergom vármegyei áldozópap és pozsonyi kanonok volt. 1775-től szentszéki jegyző, 1778-tól vadkerti plébános, 1779-ben pozsonyi és 1784. január 9-től esztergomi kanonok lett.

## Munkái
- Geographica globi terraquei synopsis. Tyrnaviae, 1755.
- Assertiones ex universa philosophia. Uo. 1767.